# ورزشگاه جام‌جهانی سوون
ورزشگاه جام‌جهانی سوون (به کره‌ای: 수원 월드컵 경기장) گنجایش ۴۳٬۲۸۸ هزار نفر دارد. این ورزشگاه در شهر سوون، کره جنوبی واقع شده است و میزبان بازی های خانگی باشگاه سوون سامسونگ در رقابت های کی لیگ از سال ۲۰۰۲است.

## جام جهانی ۲۰۰۲ کره جنوبی/ژاپن
در این ورزشگاه 'بیشترین گل زده' را از مسابقات گرفته، به طور متوسط پنج گل در هر مسابقه.
| #  | تاریخ        | تیم ۱               | نتیجه     | تیم ۲         | رقابت      |
| -- | ------------ | ------------------- | --------- | ------------- | ---------- |
| ۱. | ۵ ژوئن ۲۰۰۲  | ایالات متحده آمریکا | ۲-۳       | پرتغال        | (گروه D)   |
| ۲. | ۱۱ ژوئن ۲۰۰۲ | سنگال               | ۳-۳       | اروگوئه       | (گروه A)   |
| ۳. | ۱۳ ژوئن ۲۰۰۲ | کاستاریکا           | ۵-۲       | برزیل         | (گروه C)   |
| ۴. | ۱۶ ژوئن ۲۰۰۲ | اسپانیا             | ۱-۱ (۲-۳) | جمهوری ایرلند | یک شانزدهم |

## نگارخانه

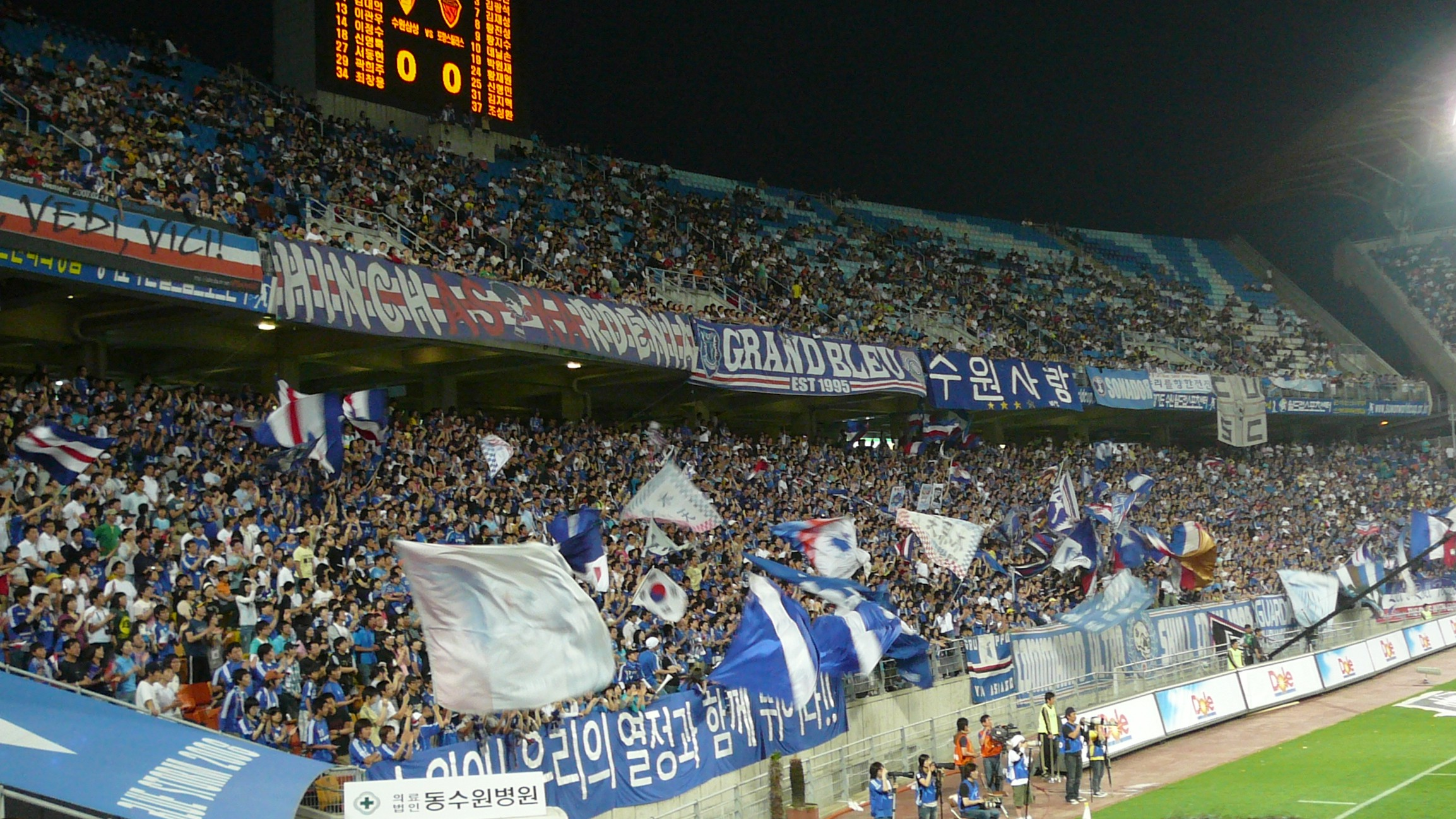
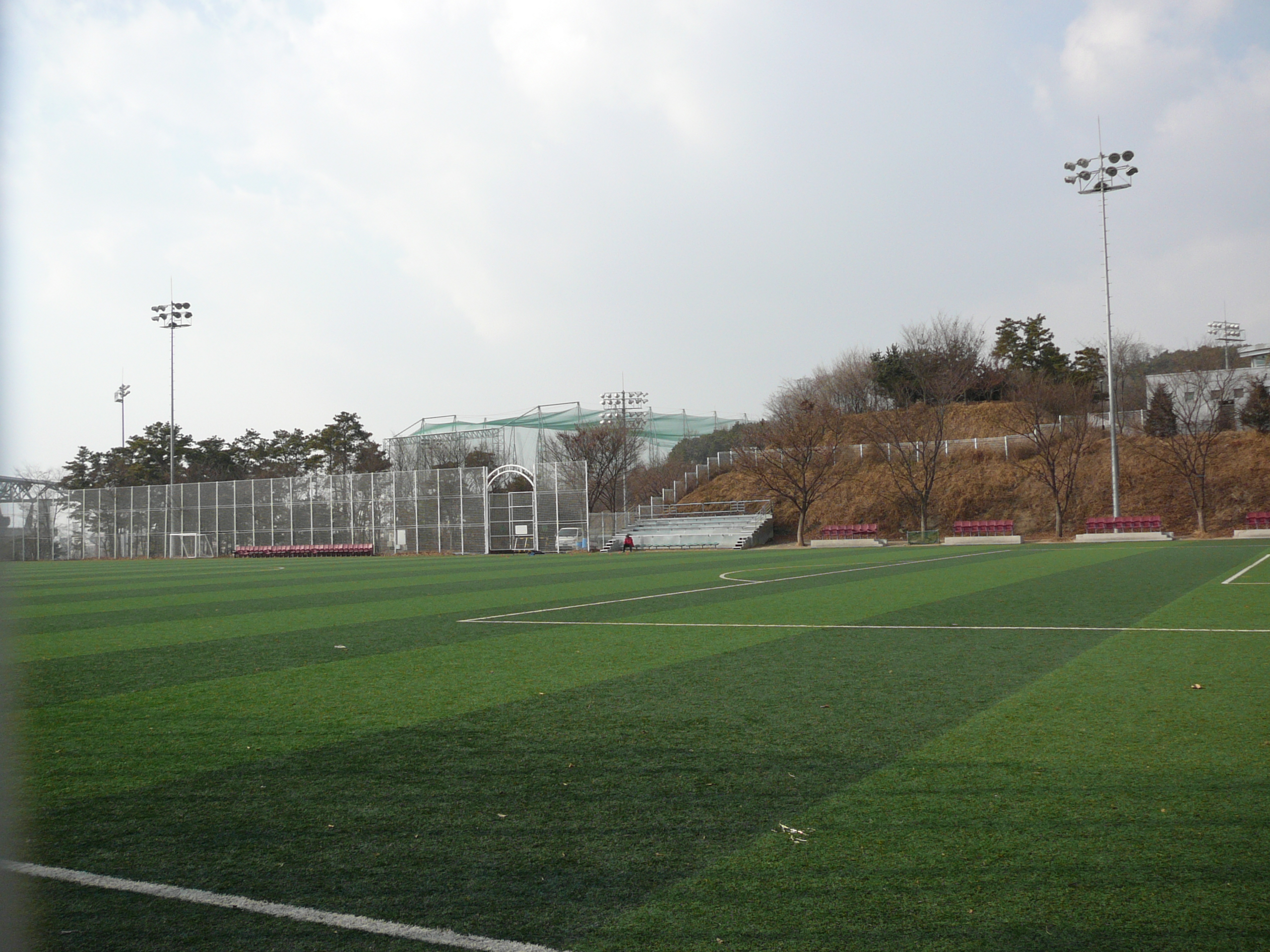
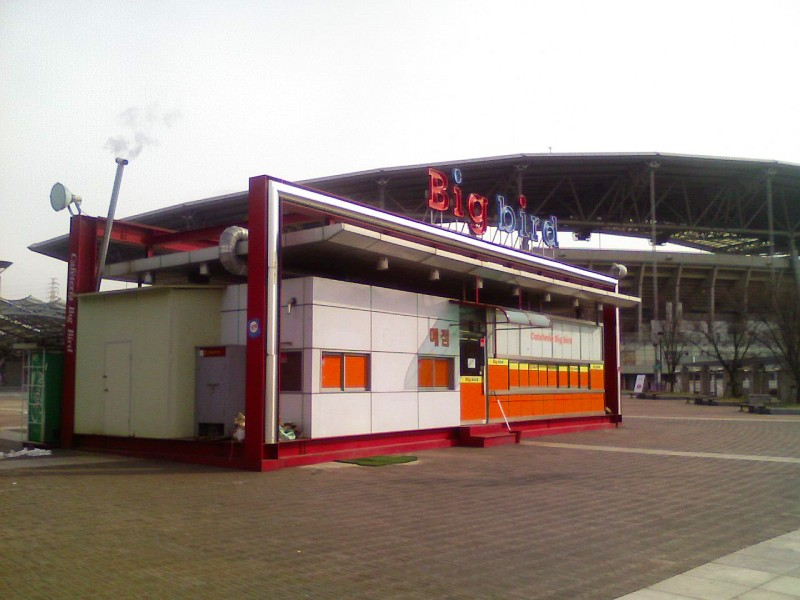
کافه تریا